# Bomolocha andraca
Bomolocha andraca är en fjärilsart som beskrevs av Druce 1890. Bomolocha andraca ingår i släktet Bomolocha och familjen nattflyn. Inga underarter finns listade i Catalogue of Life.